# Maureen Gray
Maureen S. Gray (* 10. Mai 1948 in New York City; † 7. Januar 2014 in  Philadelphia) war eine US-amerikanische Sänger  des Doo-Wop und Songwriterin.
Gray begann mit fünf Jahren und singen und trat bereits als Kind in der New Yorker Carnegie Hall auf. Sie besuchte dann Schulen in Philadelphia und sang mit ihrer Mutter in Kirchen. Entdeckt von John Madara in dessen Plattenladen, nahm sie mit 12 Jahren einen ersten Song für Chancellor Records auf, Today’s the Day wurde ein regionaler Nummer-eins-Hit in Philadelphia; ihr Song Dancin’ the Strand stieg in die  Billboard-Charts und machte sie landesweit bekannt.  1961 erschien die Single I Don’t Want to Cry (In Front of You)/Come On and Dance. In den folgenden Jahren trat sie im Radio, in Schallplattenläden und Shows auf. Es entstanden 1963 Aufnahmen für Mercury Records in New York City, wie The Story Of My Love, Summertime Is Near und Goodbye Baby, die jedoch wenig Erfolg hatten. Daraufhin zog sie nach England, wo sie Backgroundsängerin bei Aufnahmen von John Lennon, George Harrison, Billy Preston und Bob Marley war. Mit ihrer Band Girl Talk tourte sie in Europa. In ihren späteren Jahren verband sie Pop mit Einflüssen aus Folk, Reggae und Soul, schrieb eigene Songs, die sie am Piano, Gitarre und Keyboard begleitete.  Ihr Song Two Guitar Lovers wurde von Dave Mason aufgenommen. Zuletzt lebte sie in Kalifornien; sie starb im Januar 2014 im Alter von 65 Jahren an den Folgen eines Gallengangskarzinom.

## Diskographische Hinweise
- Vol. 3 - Best Of Philly Soul - Maureen Gray (ed. 2006)